# ليبيانا الحرة
ليبيانا الحرة هي شبكة هاتف محمول تعمل في شرق ليبيا. ظهرت هذه الشبكة أثناء الحرب الأهلية الليبية عن طريق قطع جزء من ليبيانا لشبكة الهواتف المحمولة التي تخضعُ لتحكم مركزي في طرابلس ووضعه تحت المراقبة الجديدة لشبكة مستقلة.